# Односи Србије и Намибије
Односи Србије и Намибије су инострани односи Републике Србије и Републике Намибије.

## Билатерални односи
Дипломатски односи са Намибијом су успостављени 1990. године.
Амбасада Републике Србије у Преторији (Јужноафричка Република) радно покрива Намибију.

### Политички односи
Министар иностраних послова Републике Србије посетио је Републику Намибију септембра 2010. године, док је министар иностраних послова Републике Намибије боравио у узвратној посети Републици Србији маја 2011. године.
Република Намибија не признаје ЈПНК и током 38. Генералне конференције УНЕСКО гласала је против пријема тзв. "Косова".
Председник Републике Србије Т. Николић одликовао је поводом Дана државности 15. фебруара 2016. године председника Републике Намибије Хејга Гејнгоба Орденом Републике Србије на Ленти.

### Економски односи
- У 2020. години извоз Србије је био само 35.000 долара, а увоз једва 6.000 долара.
- У 2019. години извоз Србије је био 81.000 УСД, а увоз само 9.600 УСД.
- У 2018. години извоз из наше земље је био 83.000 долара, а увоз 13.000 долара.[3][4]